# الوزن (قنطورس)
الوزن أو بيتا قنطورس، واسمه بالإنكليزية Beta Centauri وله الاسم التقليدي Hadar مشتق من الاسم العربي "حَضار" الذي هو لنجم آخر بجواره يسمى أيضًا رجل قنطورس، وهو نجم في كوكبة قنطورس. وهو عاشر ألمع النجوم في السماء. ينتمي إلى الفئة الطيفية B1 III وهو عملاق أزرق-أبيض ويبعد حوالي 525 سنة ضوئية عن المجموعة وفق حساب المرصد هيباركوس، ولكن حسب التقديرات الحديثة فهو يبعد أقل من 350 سنة ضوئية عن المجموعة الشمسية، وهو ذو قدر ظاهري 0.6 .
في البدء كان الوزن يعتبر نجم نجمًا فائق العملقة حيث يزيد ضياؤه نحو 10.000 مرة ضياء الشمس، ولكن العالم الفلكي جوان فوته قام بدراسة نجم الوزن سنة 1935 واتضح له أنه نجم ثنائي، أي يتكون من نجمين عظيمين أسماهما الوزن A والوزن B وبينهما مسافة 1.3 ثانية قوسية. ولكن تلك الزاوية تتغير ببطء شديد، بحيث تقدر دورتهما حول بعضهما البعض بنحو 300 سنة. يبلغ ضياء "الوزن ب
" (الصغير) 1و4 وهو أشد نحو 1500 من ضياء الشمس. ولكن ضياء قرينه الكبير "الوزن أ" يفوقه بكثير ويطغى عليه.

## ثلاثة نجوم زرقاء
اكتشفت بعض الاختلافات في التحليل الطيفي مما أدى إلى اكتشاف أن النجم المركزي الوزن A يتكون هو ذاته من نجمين عظيمين متماثلين تقريبا وأسماهم العلماء الوزن A1 والوزن A2 ، وكل منهما تبلغ كتلته نحو 15 أضعاف كتلة شمسية، وأن تصنيفهما الطيفي B1 هما وأن ضياء كل منهما يزيد 50.000 مرة عن ضيلء الشمس. تشير تقديرات المسافة بينهما أنها 6و2 وحدة فلكية (أي ما يعادل نصف المسافة بين الشمس والمشتري). وبناء على ذلك يدور الاثنان حول بعضهما خلال 355 يوم.
مثل تلك النجوم العظيمة الكتلة تبلغ درجة حرارة سطحها نحو 30.000 درجة مئوية تستهلك وقودها بسرعة كبيرة عن نجوم صغيرة (مثل الشمس) وتبقى زمن قصير في حالة مستقرة (أنظر النسق الأساسي). وتبعا لكتلة النجم العظيم فهو ينتفخ خلال 5 إلى 500 مليون سنة إلى عملاق أحمر أو نجم فائق العملقة. وتشير التقديرات إلى أن النجمين العظيمين الوزن A1 والوزن A2 يبلغ عمرهما نحو 12 مليون سنة فقط. وقد يكون لهما خارجا عنهما كواكب تدور حولهما إلا أن تلك الكواكب لو ثبت وجودها لا تكون ذات طبيعة مشابهة للأرض.

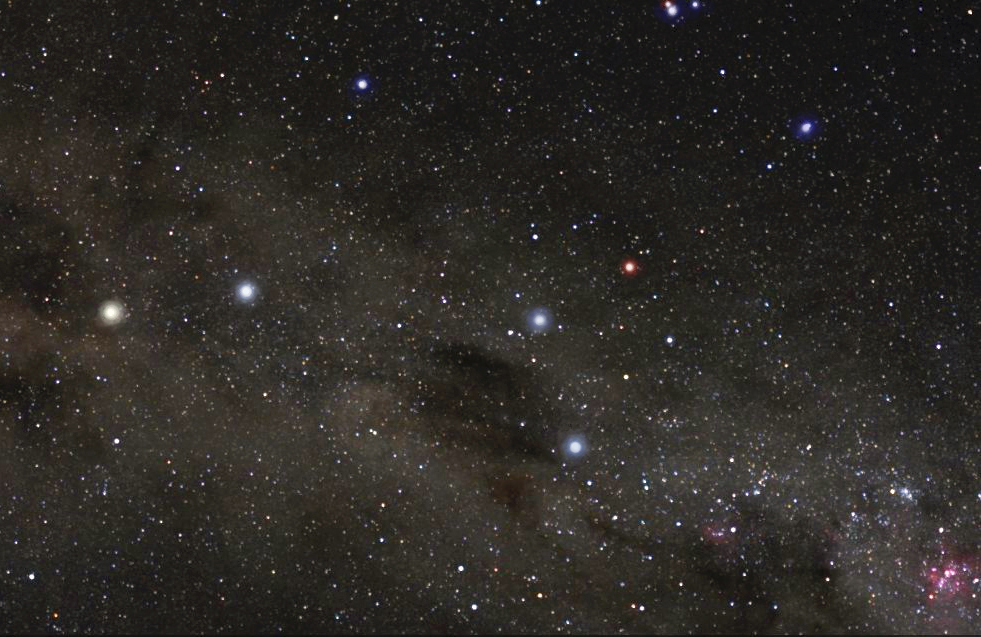
من اليسار : رجل قنطورس والوزن، ثم نُعَيم وبينهما في الوسط غمامة «كيس الفحم».